# Var 83
A Var 83 egy kék hiperóriás a Háromszög csillagképben, a Triangulum-galaxisban. A fényessége 2 240 000-szerese a Napénak, ez az egyik legfényesebb ismert csillag.